# Neomikiella lychnidis
Neomikiella lychnidis är en tvåvingeart som först beskrevs av Jean Nicolas Vallot 1827.  Neomikiella lychnidis ingår i släktet Neomikiella och familjen gallmyggor.
Artens utbredningsområde är Frankrike. Inga underarter finns listade i Catalogue of Life.